# Benediktinský klášter v Orlové
Benediktinský klášter v Orlové byl založený ve 13. století z benediktinského opatství v Týnci u Krakova a zrušený na základě sekularizace Václavem III. Adamem v roce 1561. Nachází se ve městě Orlová, v okrese Karviná, v Moravskoslezském kraji.

## Historie

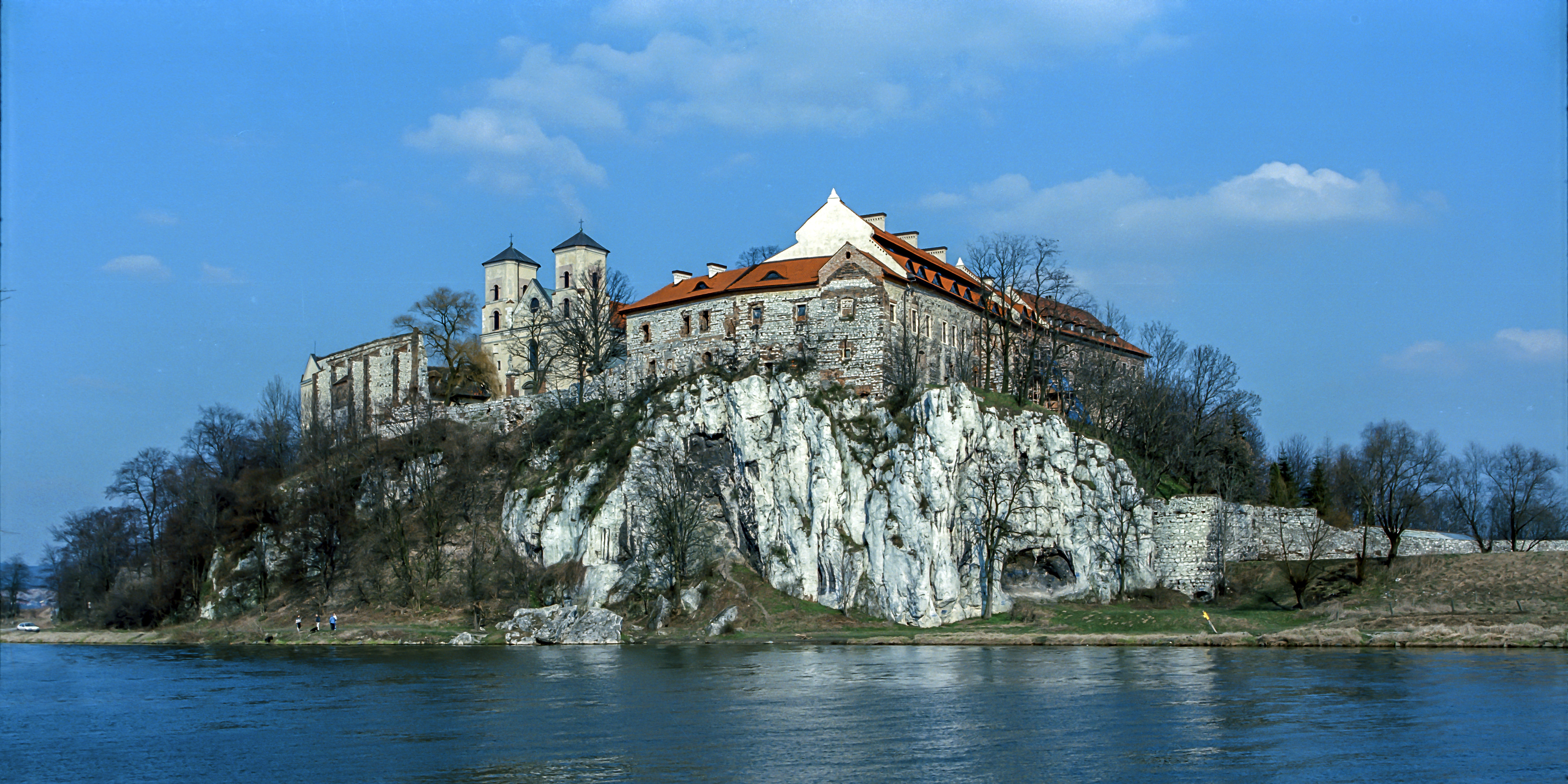
Pohled na mateřský klášter Týnec u Krakova ze západního břehu Visly

Přesné datum založení kláštera v Orlové řádem benediktýnů není zcela známo. V té době existoval pravděpodobně jediný kostel na území mezi Ostravicí-Odrou-Olší, proto zde byl postaven později klášter. Představitelem onoho kostela byl jistý kaplan Martin.
Od roku 1268, kdy byl klášter založen, se dochovalo jen málo listin k samotnému chodu kláštera, vč. seznamu jeho členů. Podle benediktýnské řehole měli bratři vykonávat především manuální práci, tedy kultivovat okolní krajinu, provádět řemeslné práce, nebo se věnovat vědě. Mniši do Orlové nikdy nepřinesli žádné výrazné vědecké ani umělecké hodnoty, jejich práce spočívala především právě v kultivaci a osidlování okolí. To mimo jiné dokazuje i fakt, že se klášter podílel na vzniku několika okolních vsí: Poruba, Lazy.

### První zmínka o Orlové
Příchod tohoto řádu na Těšínsko byl pravděpodobně okolo roku 1225. V roce 1223 byla kaple v Soli (Solca) nezávislá na týneckých benediktýnech (GPS 50.019444, 19.801944), ale již v roce 1227 se jim nároky na ves Orlovou potvrzují. Právě v této době dochází k rozvoji a kolonizaci celé oblasti západního Těšínska. Příchod týneckých mnichů souvisí s přívětivou situací v Týnci (polsky Tyniec). V této době byl týneckým opatem jistý Lutfryd z významného polského rodu Gryfů. Historik S. Sczygielski (1616–1687) jej popisuje jako ambiciozního reformátora. Díky jeho postavení a osobním schopnostem klášter vzkvétal i přes nepříznivé okolnosti, které se udály během období jeho působnosti v Týnci. Opat získal pro klášter řadu privilegií.
Benediktýnská expanze směrem na jih měla za následek usídlení se v oblasti kolem Těšína a Orlové, kde následně začala postupná kolonizace prostřednictvím přistěhovalců z Malopolska.V okolí Orlové a Fryštátu se nacházely solné prameny a se získáváním soli z těchto zdrojů měli týnečtí benediktýni zkušenosti. Bylo tedy pravděpodobné, že vidina zisku vyvařováním solanky přivedla mnichy na Těšínsko. Těšín byl pro Orlovou významný podle tradice především tím, že Orlovsko bylo přiděleno knížetem Kazimírem I. Opolským (1211–1230) týneckému klášteru výměnou za Nový Těšín, který měl pro knížete více strategickou polohu než Starý Těšín.

#### Listiny papeže Řehoře IX. z roku 1227 a 1229

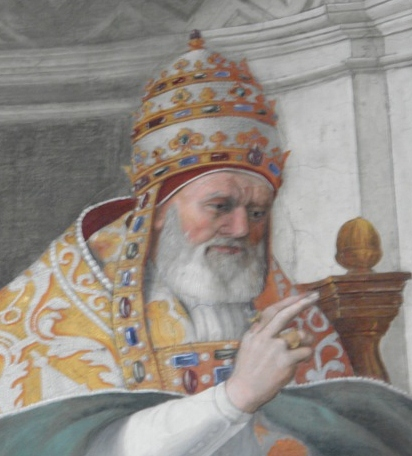
Papež Řehoř IX. (*1145 †1241, papežem 1227–1241)

Udělení Orlové týneckému klášteru potvrzuje listina papeže Řehoře IX. ze 7. prosince 1227. Tato listina stvrdila právo týneckých benediktýnů na ves, která byla do této doby v držení Kazimíra I. Opolského. Listina dále nerozvádí žádné další majetky, které by měly náležet benediktýnům, rovněž nepodala informace o Těšíně. Rozšíření nebo potvrzení majetku týneckého kláštera bylo zapsáno druhé listině, která byla vydána 26. května 1229. Zde však existují dvě verze této listiny :
- První listina (A)[14]: Kdy papež Řehoř IX. stvrzuje opatovi Lutfrydovi a všem týneckým bratrům právo na Orlovou s veškerým jejím příslušenstvím. Z tohoto znění vyplývají nároky týneckého kláštera na majetek v mnohem větší míře, než je tomu u druhé varianty listiny (B).
- Druhá listina (B)[15]: Kdy náležely týneckým benediktýnům pouze desátky z uvedených vsí, tedy: z Orlové, z Doubravy, z Chotěbuze, z Těrlicka, z Velké Hořice, z Uchylska, z Ostravy, z Vrbice, ze Záblatí, z Žukova, z Lachant[pozn. 3] a Golkovic. Tedy ne plné vlastnictví těchto vesnic, které potvrzovala prvně zmíněná verze (A). Tato verze byla mnohem rozsáhlejší. Papež Řehoř IX. v ní znovu potvrdil a vyjmenoval výčet desátků pro týnecké opatství, které již dříve klášteru v Týnci daroval vratislavský biskup Vavřinec Doliveta.

Vysvětlení existence dvou listin bylo předmětem mnoha bádání. Poukazovalo se na to, že bylo nepravděpodobné, aby listiny vznikly v jednom dni, rovněž se poukazuje na nesrovnalost v držení Ostravy (Polská Ostrava), která nikdy nespadala pod týnecký klášter. Colmar Grünhagen (1828–1911) se domníval, že originál listiny je druhá listina (B). Historik Jaroslav Bakala uvažoval o možnosti padělání znění obou listin, přesto se klonil názoru, že listina B je důvěryhodnější, resp. byla originálem. Listiny však poukazuji na fakt, že v roce 1227 bylo papežem potvrzeno mnichům majetkové právo (držení) na ves Orlovou, s rozšířením o další vesnice. V roce 1229 pak papež potvrdil nároky mnichů na desátky z okolních vesnic, čímž tak dokončil plná majetková práva týneckého kláštera.

#### Listina z roku 1260
Listina z 28. května 1260, kde byl jako svědek uveden jistý kaplan Martin (viz také kostel sv. Jiří). Tato listina se týkala kláštera v Staniątkach u Krakova, který byl osvobozen od stavby 100 loktů dlouhé obranné zdi hradu v Opolí výměnou za ves Niemodlin (polsky Niemodlin).

#### Zakládací listina knížete Vladislava I. Opolského z roku 1268

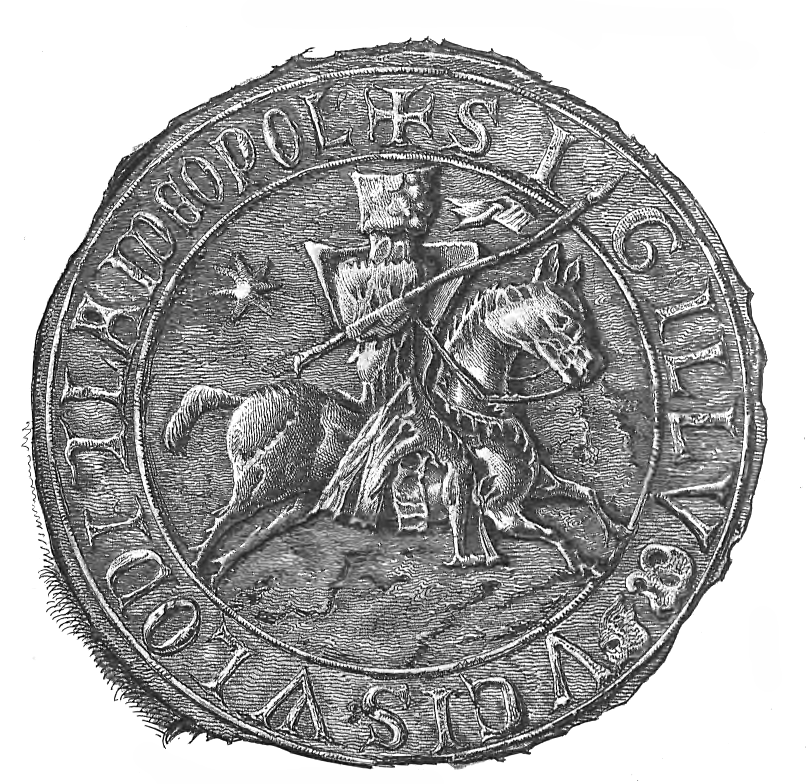
Jezdecká pečeť Vladislava I. Opolského

Koncem 13. století byla vydána ještě jedna listina, která měla souvislost a vztah s Orlovou, a která byla označována za zakládací listinu orlovského kláštera. Byla vydána 12. května 1268 opolským knížetem Vladislavem I. Opolským, který tímto listem obnovuje dřívější dary, které náležely kostelu v Orlové, tedy de facto týneckým benediktýnům. Jmenovitě jsou na listině uvedeny oblasti Sůl s Doubravou a všemi loukami, a vesnicemi Chotěbuz, Vrbice, Záblatí, Žukov, Těrlicko a Ostrava.
Historik Vincenc Prasek poukázal na jisté nejasnosti, především jde o dva texty:
- "... sal per totum cum Dambrowa ...", který podle něj ukazuje na "právo těžit sůl", a následně pak byl v listině výčet majetku, na který má orlovský kostel nárok.[26] Předložka "cum" mu dávala širší význam, tedy "celou Sůl s Doubravou“. Což podle něj znamenalo, že Sůl (Solca) bylo nazván území, kterému Doubrava sousedila a nebo náležela. Z rozložení jednotlivých územních celků a listinných pramenů však vyplynulo, že se Orlová a oblast Sůl (Sal, Solca) částečně překrývaly.
- "...ad salem tabernam totaliter ac in tribus villis ...", který byl přeložen „... kromě soli hospody s plným právem na třech vsích...“. Z toho pak vyvozoval právo na hospody v těchto třech vesnicích (Žukov, Těrlicko[pozn. 5], Ostrava).

Citace z listiny:
| „                      | „Ve jméno Otce. Amen. My Vladislav z Boží milosti kníže Opolské známo činíme, že obdarování našich předkův slavné paměti, jakáž bratřím řádu sv. Benedikta byli učinili ku kapli v Orlové, kdež jim některé dědiny s veškerým příslušenstvím s požitky a svobodami byli pustili, milostivě obnovujeme: totižto sůl veskrze i s Da(m)brow – ou a všemi lukami, Chotebanz, Vrbici (Wirzbica), Záblať; kromě soli hospodu s plným právem na třech všech: Žukově (Szucowo), Těrličku (Sierliczko), Ostravě; a na všech výš jmenovaných cokoli bude příslušného buďto ku knížecímu dvoru nebo komukoli jinému, všecko přísežné slušeti bude kostelu výš jmenovanému." | “ |
| — Vladislav I. Opolský | |   |

Listina dále obsahovala:
1. Potvrzení orlovskému klášteru nároků na majetek.
2. Kníže Vladislav I. osvobodil poddané kláštera od hradního práva, tedy že lidé z vesnic mohli být souzeni pouze před knížetem nebo před řádovými bratry: "Item ut nullus audeat de omnibus villis eidem eclessiae pertinentibus aliquem hominem citare ad aliquod castrum nisi coram duce vel fratribus dicti ordinis ibidem manentibus ..." a soudní pokuty zůstávaly klášteru.
3. Opat kláštera a jeho bratři byli osvobozeni od některých povinností a nemuseli pomáhat při stavbě hradů, a také se nemuseli účastnit vojenských výprav, které se netýkaly zemské obrany.
4. Opat orlovského kláštera měl stejné církevní svobody jako opat týnecký (krakovský): "Abbas vero dictae ecclesiae Orloviensis in omnibus iuribus et libertatibus ecclesiasticis eodem iure fruetur in ducatu Opoliensi, quo et pater abbas Tinecensis cum ecclesia sua gaudet in ducatu Cracoviensi.".[28]
5. Vladislav I. Opolský tímto listem dále uložil týneckému opatovi zřízení kostela v Orlové.
6. Orlovský opat měl být volen nebo schvalován opět jen týneckým opatem.
7. Nově vzniklému klášternímu kostelu byla udělena významná výsada. Pokud totiž kdokoli navštívil klášter v Orlové v den Narození Panny Marie (8. září), mohl požívat 30 dní úplné svobody. Takový poutník pak po určenou dobu nesměl být zatčen a pokud přišel za účelem obchodu, nesmělo mu být zabaveno žádné zboží. Orlovský klášter se tak stal útočištěm právem i neprávem pronásledovaných osob, včetně zločinců.[29]

### Klášter do vysvěcení nového kostela
Na přelomu 13. a 14. století se mniši podíleli významnou měrou na kolonizaci Těšínska. Docházelo k zúrodňování a osidlování nových oblastí. Mniši stavěli hospodářské budovy kláštera, mýtili okolní lesy a povolávali osadníky k založení nových vesnic. Pod vlivem příchodu početných skupin německých osadníků, orlovský opat povolal více východních Slovanů z Malopolska do nově vznikajících vesnic. Vliv této enklávy dokazují názvy nově zakládaných vsí Poremba a Lazy.
Roku 1291, 29. prosince, byl připomínán první známý orlovský opat Jan I., který se souhlasem týneckého opata Alberta připojuje (přifařuje) ke kostelu Panny Marie v Bohumíně ves Vrbici. Tímto přešla Vrbice z archipresbyterátu Těšínského do archipresbyterátu Ratibořského, tedy i z knížectví Těšínského do Ratibořského.
V roce 1327 byl z týneckého kláštera do Orlové poslán jistý mnich Bohuško, který se zde stal opatem (po úmrtí opata Jana I.). Tento mnich byl roku 1345 označen papežem Klimentem VI. za falzifikátora listin. Dle papežova tvrzení měl Bohuško na padělání listin osobní zájem. Mimo jiné také proto, že podvrhl listiny papeže Jana XXII. (1316–1334) týkající se jeho vlastní osoby. Bohušek vstoupil do orlovského kláštera, složil slib. Během blíže nejasné pře dvou mnichů o orlovské opatství, a poté, co klášter ztratil sovu hospodářskou sílu, opat Bohušek odešel. Žil po blíže neurčenou dobu světským životem, ale nakonec vstoupil do kláštera dominikánů v Ratiboři, kde složil nový slib: "... et deinde ordinem fratrum praedicatorium in Ratibor ingressus ...". Po několika letech, přešel zpět do kláštera v Týnci. Bohušek údajně žádal papeže Jana XXII. o prominutí kanonických trestů, které mu byly uděleny za útěk z Orlové, za světský způsob života a za vstup do jiného kláštera. Na základě údajných padělků mu měly být odpuštěny všechny přečiny, kterých se dopustil. Polský historik Wojciech Ketrzyński (1838–1919) se domníval, že díky falzům vyhotoveným také pro týneckého opata během Bohuškova pobytu v Týnci mu bylo opět přiděleno opatství v Orlové, které mu umožnilo větší svobodu, než jakou mu mohl poskytnou Týnec. Listiny, na kterých se Bohuško podílel (ať jako písař, či fakzifikátor), byly označeny papežem Klimentem VI. za podvrh. Proto uložil hnězdenskému arcibiskupovi, vratislavskému biskupovi (Přeclav z Pohořelé) a krakovskému biskupovi (Jan III. Grot), aby v orlovském klášteře zrušili vše, co bylo na základě podvrhu vykonáno, aby zatkli a potrestali pachatele. Ti, kteří věděli o nepravosti listin, měli být prokleti, zbaveni úřadu nebo vyhnáni z církve.

### Klášter v období husitských válek
Doba husitství Orlovou ani klášter neovlivnila. Celé Slezsko bylo od dob Karla IV. vedlejší zemí Koruny české. Horní Slezsko bylo osídleno osadníky z Malopolska a převážná většina obyvatel ovládala polský jazyk. Naopak Dolní Slezsko bylo poněmčeno. Na počátku husitských válek bylo v celém Slezsku celkem 18 knížat, kteří spravovali svá území samostatně a nezávisle. Horní Slezsko, Těšínsko se hlásilo ke katolíkům, ale z hlediska vojenské zaujímalo neutrální postoj. Bylo to území, přes které šla diplomatická cest z Čech do Krakova a dále do Polska. Byly sjednány dohody s litevským Vitoldem i s polským Vladislavem II. Jagellou smlouvy o bezpečném průchodu poslů k polskému dvoru. Císař Zikmund vydal nařízení o zadržování poslů. Kníže osvětimský Kazimír I., stejně jako těšínský kníže Boleslav I. toto nařízení ignorovali. V prvních letech husitiských válek toto nařízení dodržoval pouze hornoslezský Jan II. Opavský.
V roce 1428 stanula první husitská výprava na hranicích Opavska. Jistý Dobeslav Puchala z Věňavy byl vojevůdcem Korybutovičových vojsk a postupně se stal nejvýznamnějším husitským vojevůdcem polských husitů ve Slezsku. Cílem bylo obsazení významných pevností a měst pro další vedení výprav. Došlo k bojům mezi husity a vratislavským biskupem Konrádem IV. Starším, ten byl ve spojenectví se svým bratrem Konrádem VII. Bílým, opavským knížetem Přemyslem I. Opavským, těšínskými knížaty Boleslavem I. a Kazimírem I. Osvětimským, ratibořskou kněžnou, vdovou Helenou, sestrou Zikmunda Korybutoviče, a za podpory lužického fojta Hanuše z Polenska a kladského hejtman Půty III. z Častolovic. Výsledkem bylo poražení této aliance a otevření cesty husitům k uzavření separátních mírových smluv s Piastovskými knížaty, a zajištění cesty z Moravy do Krakova. Tato situace trvala až do roku 1436. Události tohoto období urychlily změnu úředního jazyka, kdy byla latina zatlačena a do popředí se v Horním Slezsku dostala čeština.
Okolo roku 1454 byl zmiňován jistý orlovským opat Jan III., spolu s opaty Janem v Sieciechowě a Mikulášem ve Starých Trokách, a to ve sporu, resp. protestu s volbou nového tyneckého opata Matěje Skawinky
(polsky Maciej Skawinka, nebo Maciejem ze Skawiny). Za Jana III. došlo k rozvoji orlovského kláštera. Před rokem 1466 nechal v Orlové vystavět zděný kostel, který se dochoval až do počátku 20. století, kdy byl nahrazen novogotickým kostelem (1903–1905), který existuje dodnes. Z té doby se dochoval hlavní gotický oltář kostela Nanebevzetí Panny Marie, jehož malby jsou z doby okolo roku 1470. Rozvoj orlovského konventu byl možný jen díky dobrému hospodářskému stavu mateřského kláštera. Přesto v tomto období došlo k odprodeji klášterních statků, tím mniši umořovali své zadlužení.

### Klášter od druhé poloviny 15. století po sekularizaci
Orlovský klášter byl dlouhodobě zadlužený z minulosti, ale také výstavbou kostela, na které se podílel i týnecký klášter. Týnečtí opati v průběhu 14. a 15. století věnovali orlovskému kostelu celkem tři zvony. Roku 1453 dva o váze 75 kg a 750 kg. Třetí zvon byl věnován roku 1534. Váží 900 kg a je zdoben latinským nápisem "MCCCCCXXXIIII O Rex gloriae, veni cum pace. Ave Maria." Tyto zvony byly umístěny ve velké věži kostela z roku 1466. Dva největší zvony se dodnes nachází na věži novogotického orlovského kostela. Větší z nich je šestým nejstarším zvonem v republice.
Úbytek finančních prostředků z desátek způsobil také i vliv nových církví ve Slezsku. Z toho důvodu docházelo k rozprodeji majetku orlovské kláštera. Toto bylo zaznamenáno v listinách z první poloviny 16. století.

#### Stodenní odpustky
Dne 20. září 1473 udělil kardinál, patriarcha a papežský legát Marek stodenní odpustky věřícím, kteří v určitých svátcích: "... in die Parasceves et Annunciscionis, Visitacionis, Assumpcionis, Nativitatis prefate gloriosissime Virginis Marie festivitatibus a primis vesperis usque ad secundas inclusive devote visitaverint ...“ navštíví farní kostel v Orlové a přispějí na jeho opravu a zařízení. Tuto listinu potvrdil dne 24. září 1473 vratislavský biskup Rudolf z Rüdesheimu (1402–1482). Podle historických záznamů byl díky tomu kostel hojně navštěvován, a byl také znám svými mnoha zázraky.

#### Prodej majetku
Prodej majetku se počítá od roku 1491, kdy orlovský opat Jan IV., prodal Vrbici a Heřmanice. To následně kníže Kazimír II. Těšínský potvrzuje jako dědičné vlastnictví s příslušenstvím, tedy svobodami, vrchním i dolním právem, Petrovi Osinskému z Žitné za 800 zlatých uherských. V částce byly také náklady na založení rybníka, 200 zlatých za vykoupení Vrbice a 50 zlatých pro Václava Hřivnáče z Heraltic a na Polské Ostravě za rybník. Navíc dostali poddaného, jménem Martin, Rychvaldský les a právo na vodu z knížecích rybníků. Petr Osinský mohl s tímto majetkem nakládat svobodně, avšak na oplátku měl povinnost poskytnout v případě potřeby koně.
V roce 1497, 12. března, byla v Týnci vydána listina, která potvrdila prodej vsi Vrbice. Výše uvedených 200 zlatých bylo však míněno tak, že za ně Petr Osinský musel koupit orlovskému klášteru jinou ves. Orlovský konvent si vymínil právo na kapry při výlovu rybníka ve Vrbici.
V roce 1502, 25. dubna, postoupil Kazimír Petru Osinskému své vrchní právo na Záblatí pro případ, že by chtěl orlovský klášter tuto ves prodat. Prodej se uskutečnil roku 1515. Součásti vesnice bylo: mlýn se dvěma sedláky, chalupníky, ševci a pekaři, dále hospoda, pole, louka, rybník a les, tedy: "... eciam molendiam cum cmetonibus duobus et hortulandis totidem tabernamque et sutores cum pistoribus in predicta villa Zablacie continentibus et specialissime cum singulis agris, pratis, piscinis silvisque ...".
Po smrti opata Jana IV. roku 1511 nastoupil na jeho místo Ondřej ze Zaběřova. Ten dne 10. dubna 1511 prodal klášterní krčmu pod kostelem. Novým majitelem této hospody se stal Pavel Horlan, který za ni zaplatil 60 zlatých. K této krčmě byl postoupen rybník, zvaný Podgórny, s potoky na hranicích vsi, šest záhonů u hospody a kousek pole.
Přes rozprodej majetku došlo také k výstavbě nových budov, a to v roce 1513. Tento krok zvýšil zadlužení konventu. Pro krytí nákladů se stavbou bylo dne 6. února 1515 zastaveno za 100 zlatých Záblatí, a to Petru Osinskému z Žitné a na Heřmanicích, jeho synům Jindřichovi, Václavovi a jeho manželce Kateřině. Desátek z vesnice byl konventu zachován. Ondřej ze Zaběřova ponechal sobě i svým nástupcům možnost opět ves vykoupit, to se později také stalo. Tento zástavní prodej potvrzuje 9. února téhož roku knížecí listina.
V roce 1526 získal klášter nového opata, byl jím Vincenc Baranowski z Baranowa. Ten prodal v roce 1527 za 40 zlatých nárok na desátek z vesnice Záblatí Janu Sedlnickému z Choltic a na Polské Ostravě. Prodej byl potvrzen listinou knížete Kazimír II. Těšínského 6. prosince 1527.
Do roku 1530 neměli orlovští benediktýni v držení ves, ani desátky. Listem z 31. března 1530 byl nárok na desátky opět prodán, a to znovu Janu Sedlnickému z Choltic a na Polské Ostravě. Svědkem listu byl Jan IV. z Pernštejna na Helfštejně. Mezi léty 1527–1530, tedy v letech 1528 a 1529, mohl být vlastníkem vesnice opět orlovský klášter. Tehdy pravděpodobně došlo k vykoupení, protože již v 12. prosince 1532 došlo k prodeji Záblatí, a to hejtmanovi knížectví Těšínského Janu Sedlnickému, který již vlastnil záblatské desátky. Za ves zaplatil 436 zlatých. Klášter přišel o veškerá práva na tuto ves. V roce 1532 měl klášter dluh 200 zlatých, který byl splacen z kupní ceny za Záblatí, a to kostelu Matky Boží v Ratiboři.

#### Nabytí majetku
Za doby opata Vincence Baranowského došlo k připojení orlovského rybníka ke klášteru. V listině z 20. dubna 1514 zmiňuje opat chudobu kostela a kláštera a tím zdůvodnil připojení rybníka do majetku. rybník se nacházel mezi mlýnským rybníkem a rybníkem orlovského krčmáře. Opat pověřil kostelníka a obecní radu starostí o rybník, který mohou nasazovat, lovit a o všem mají vést záznamy. Výdělek, který plynul z rybníka, měl být použit pro potřeby opatství.

### Václav III. Adam a sekularizace kláštera
V letech 1528–1579 byl těšínským knížetem Václav III. Adam. Po jeho přestupu na protestantskou víru se celá oblast stává sférou vlivu této církve. Jeho přestoupení byl jednou z příčin sekularizace, rušení a boření klášterů, vyhánění katolických kněžích. Zásadní důvod však byl jeho spor s Janem IV. z Pernštejna, kvůli nejasným pohledávkám.

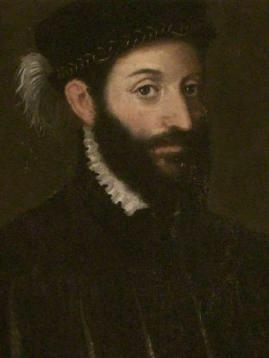
Václav III. Adam

Kníže Václav III. Adam vedl nákladný život, na jehož udržení chtěl získat peníze z majetku církve. Postupně rušil: františkánský klášter v Těšíně, dominikánský klášter v Těšíně, ten připadl evangelíkům V polovině roku 1545 zabavil kníže veškerý majetek orlovského kláštera. Po protestech mnichů do Týnce došlo k nápravě. Resp. tato stížnost byla postoupena na královský dvůr Zikmunda I. Starého, který se přimluvil u Ferdinanda I., aby intervenoval u knížete Václava III. Adama.
V roce 1560 se stal orlovským opatem týnecký mnich Jan Burziński, který byl znám svými ostrými kázáními proti kacířům i proti knížeti Václavovi. Ten jej odmítl uznat za opata, a to i přesto, že v zakládací listině kláštera, kterou stvrdil Vladislav I. Opolský, bylo, že opata jmenuje vždy mateřský klášter, v tomto případě z Týnce. Orlovský opat byl Václavem prohlášen za cizince a vyhnán. Následně se Jan Burziński roku 1561 vrátil do Týnce a majetek orlovských benediktýnů tak přešel pod správu knížete Václava III. Adama.
Týnecký opat Jan Lowczovski se po vypuzení mnichů domáhal navrácení majetku orlovského kláštera, bezúspěšně. Majetek kláštera, tedy vsi Orlová, Lazy, Poruba, Polská Lutyně, Rychvald a část Žermanic, připadly těšínskému knížeti Václavu III. Adamovi, který je včlenil do Fryštátského knížecího panství. Klášter byl údajně rozebrán a materiál byl poučit ke stavbě evangelického kostela v Rychvaldě a zámku. Václavův syn Fridrich Kazimír Frýštatský toto území ještě také spravoval, ale pro velké dluhy bylo panství po jeho smrti rozprodáno. Za jeho života byl kostel v Orlové předán do rukou evangelíků, kteří jej měli v držení do roku 1631, kdy se do Orlové mohli benediktýni z Týnce vrátit. Byl navrácen pouze kostel a fara, byl do Orlové posílán pouze jeden mnich, který zde působil jako farář.
Celé 17. století bylo z Týnce požadováno navrácení veškerého majetku. Poslední orlovský opat Lambert Klonn se nejvíce angažoval o navrácení vsí, které benediktýnům v Orlové kdysi náležely. Po neúspěchu a pro spory s týnským opatem došlo v roce 1722 k odluce orlovského kláštera od Týnce. Orlovský opat se spojil s řádem benediktýnů v Broumově a Břevnově. Od této doby dosazoval broumovský opat do Orlové pouze faráře.

### Další vývoj kláštera
Až do roku 1560 bylo orlovské panství také sídlem opatství. Na orlovském panství se během staletí střídali majitelé: Cikáni ze Slupska (do roku 1619), Bludovští z Bludova (do 1838) a Mattencloitové (do 1844). Ti pak dali v roce 1844 Rotschildům povolení k těžbě uhlí.

## Orlovští opati a mniši dle písemných pramenů
- Martin[69], farář a kaplan před rokem 1260, 26. května 1260 zmíněn jako svědek listiny kláštera v Staniątkach u Krakova[pozn. 4]
- Jan I., opat, zmiňován roku 1291, † 14. května před 1319[70][71]
- Šimon, převor, uveden jako svědek na listině z roku 1291[72]
- Bohuško, mnich, později opat před rokem 1345[73]
- Silvester, opat, † 14. května 1349[74]
- Jan II. z Krakova, opat, zmíněn jako svědek na listinách z 30. září 1401 a 31. října 1407[74]
- Petr Žarnovský, 1409[71]
- Jan III., opat, účastník sporu při volbě týneckého opata v roce 1454, zasadil se o dostavbu kostela v roce 1466, je svědek na listině, kterou dne 14. července 1469 těšínská vévodkyně Anna (manželka Boleslav II.) potvrdila právo na majetek Mochně, vdově po Mikuláši Lazském[75]
- Vavřinec, bratr, účastník sporu při volbě týneckého opata v roce 1454[76]
- Petr ze Žarnovca, klíčník týnského opatství, opat od roku 1479[76]
- Mikuláš Mčarovský, bratr, zmiňován roku 1479
- Jan IV., opat 1492–1511[71][77]
- Ondřej Gniady ze Zaběřova, opat v Orlové 1511–1526, poté opat týnecký[71]
- Vincenc Baranowski z Baranowa, opat 1526–1542[71][78]
- Michal Pielsz, někdy psán i jako Peleš, opat 1542–1560[71]
- Jan Ondřej Burziński, někdy psán i jako Jan Burčínský, opat 1560–1561[71]

## Současnost
Oltářní archa z kláštera je součástí sbírek Národní galerie v Praze. Budova prošla na počátku 21. století rozsáhlou rekonstrukcí. Dnes je sídlem firmy: Síkora Interiér s.r.o., Ostravská 259, Město, 73511 Orlová. U rohu klášterní zdi se nachází kříž věnovaný Františkem a Barbarou Szeligovými z roku 1888 (datum je již špatně čitelné).